# Мала Вільшанка (Золочівський район)
Мала́ Вільша́нка — село в Україні, у Золочівському районі Львівської області. 
Населення становить 406 осіб (станом на 2016 рік). 
В селі стоїть дерев'яна церква св. арх. Михайла 1704 р. Церква у 1925 р. була перенесена з с. Соколівки.

## Історія
За даними Географічного словника Королівства Польського станом на 1880 рік в селі було 360 мешканців, з них — 106 римо-католиків, 237 греко-католиків та 17 юдеїв. Римо-католицька парафія була у Глинянах, греко-католицька — у Скнилові, належала до Унівського деканату. В селі стояла церква св. Михайла, школа не була організована, існувала позичкова каса з капіталом 115 золотих ринських.

## Населення

### Мова
Розподіл населення за рідною мовою за даними перепису 2001 року:
| Мова       | Кількість | Відсоток |
| ---------- | --------- | -------- |
| українська | 472       | 99.58%   |
| російська  | 2         | 0.42%    |
| Усього     | 474       | 100%     |